# Thomas Watson
Pour les articles homonymes, voir Thomas Watson et Watson.
Thomas Watson (1557?-1592), était un poète anglais qui fit ses études propédeutiques à l'Université d'Oxford puis de droit à Londres. Son De remedio amoris, qui fut sans doute sa première composition importante, est perdu, ainsi que son Piece of work written in the commendation of women-kind (De l'Éloge des femmes), qui était également écrit en latin. Son ouvrage le plus ancien à nous être parvenu est sa version latine de l'Antigone de Sophocle, parut en 1581, dédié à Philip Howard.
L'année suivante, Watson publie ses premiers vers en anglais en préface du Heptameron de George Whetstone, puis dans son fameux Hecatompathia or Passionate Centurie of Love, dont on dit qu'il lui fut inspiré par la très belle Frances Walsingham, dédié à Édouard de Vere, qui ayant lu le manuscrit, encouragea Watson à le publier.

## Quelques œuvres
- Sophoclis Antigone ; Londini : Excudebat Johannes Wolfius, 1581. (OCLC 10044119)
- An Eglogue upon the death of the Right Honorable Sir Francis Walsingham... ; London, 1590. (OCLC 78487103)
- The first sett, of Italian madrigalls Englished. ; London : Imprinted ... by Thomas Este, 1590. (OCLC 25893427)